# Vicente Zito
Vicente Antonio Zito (ur. 24 listopada 1912, zm. 26 lipca 1989) – argentyński piłkarz, grający podczas kariery na pozycji napastnika.

## Kariera klubowa
Vicente Zito piłkarską karierę rozpoczął w drugoligowym Quilmes Atlético Club w 1931. W latach 1933–1941 był zawodnikiem Racing Club de Avellaneda. Kolejnym jego klubem była Atlanta Buenos Aires, w której występował w latach 1942-1947. W lidze argentyńskiej rozegrał 324 spotkania, w których zdobył 106 bramek. Karierę zakończył pod koniec lat 40. w Argentino Quilmes.

## Kariera reprezentacyjna
W reprezentacji Argentyny Zito występował w latach 1933-1935. W reprezentacji zadebiutował 21 stycznia 1933 w przegranym 1-2 towarzyskim meczu z Urugwajem. W 1935 Zito uczestniczył w Mistrzostwach Ameryki Południowej, na których Argentyna zajęła drugie miejsce. Na turnieju w Peru wystąpił w dwóch meczach z Chile i Urugwajem, który był jego ostatnim meczem w reprezentacji. Ogółem w reprezentacji wystąpił 4 meczach.
| Mecze i gole w reprezentacji | Mecze i gole w reprezentacji | Mecze i gole w reprezentacji | Mecze i gole w reprezentacji | Mecze i gole w reprezentacji | Mecze i gole w reprezentacji | Mecze i gole w reprezentacji |
| #                            | Data                         | Miasto                       | Przeciwnik                   | Gol                          | Wynik                        | Rozgrywki                    |
| ---------------------------- | ---------------------------- | ---------------------------- | ---------------------------- | ---------------------------- | ---------------------------- | ---------------------------- |
| 1.                           | 21.01.1933                   | Montevideo                   | Urugwaj                      |                              | 1:2                          | towarzyski                   |
| 2.                           | 14.12.1933                   | Montevideo                   | Urugwaj                      |                              | 1:0                          | towarzyski                   |
| 3.                           | 06.01.1935                   | Lima                         | Chile                        |                              | 4:1                          | Copa América                 |
| 4.                           | 27.01.1935                   | Lima                         | Urugwaj                      |                              | 0:3                          | Copa América                 |